# Жуще
Жуще (пол. Rzuszcze, нім. Ruschütz) — село в Польщі, у гміні Ґлувчиці Слупського повіту Поморського воєводства.
Населення — 336 осіб (2011).
У 1975-1998 роках село належало до Слупського воєводства.

## Демографія
Демографічна структура станом на 31 березня 2011 року:
|          | Загалом | Допрацездатний вік | Працездатний вік | Постпрацездатний вік |
| -------- | ------- | ------------------ | ---------------- | -------------------- |
| Чоловіки | 178     | 51                 | 117              | 10                   |
| Жінки    | 158     | 47                 | 85               | 26                   |
| Разом    | 336     | 98                 | 202              | 36                   |